# ألفرد جونسون بروكس
ألفرد جونسون بروكس (بالإنجليزية: Alfred Johnson Brooks)‏ هو محامي وسياسي كندي، ولد في 14 نوفمبر 1890 في جاجتون في كندا، وتوفي في 7 ديسمبر 1967 في سانت جون في كندا. حزبياً، نشط في الحزب الكندي التقدمي المحافظ. وقد انتخب عضو الجمعية التشريعية لنيو برونزويك ‏ وانتخب عضو مجلس الشيوخ الكندي وانتخب عضو مجلس العموم الكندي.